# Astravy Dulieby
Gidrologitjeskij Zakaznik Ostrova Duleby (ryska: Гидрологический Заказник Острова Дулебы) är ett naturreservat i Belarus.   Det ligger i voblasten Mahiljoŭs voblast, i den centrala delen av landet, 130 km öster om huvudstaden Minsk.
I omgivningarna runt Gidrologitjeskij Zakaznik Ostrova Duleby växer i huvudsak blandskog. Runt Gidrologitjeskij Zakaznik Ostrova Duleby är det glesbefolkat, med 12 invånare per kvadratkilometer.